# Eröffnungsfalle
Als Eröffnungsfallen bezeichnet man im Schach Zugfolgen in der Eröffnungsphase einer Partie, die den Gegner zu einem Fehler verleiten sollen.
Eröffnungsfallen werden oft durch das Anbieten eines scheinbaren oder echten Materialgewinns (zum Beispiel durch sogenannte vergiftete Bauern) realisiert, dessen Annahme den Verlust der Partie oder andere dauerhafte Nachteile im Spielverlauf einleitet.
Wird die Eröffnungsfalle mit etwas psychologischem Geschick durch entsprechende Mimik und Gestik unterstützt, so glaubt der Gegner oft an einen Flüchtigkeitsfehler des Schachpartners und greift beherzt zu.

## Beispiele
|   | a | b | c | d | e | f | g | h |   |
| 8 |   |   |   |   |   |   |   |   | 8 |
| 7 |   |   |   |   |   |   |   |   | 7 |
| 6 |   |   |   |   |   |   |   |   | 6 |
| 5 |   |   |   |   |   |   |   |   | 5 |
| 4 |   |   |   |   |   |   |   |   | 4 |
| 3 |   |   |   |   |   |   |   |   | 3 |
| 2 |   |   |   |   |   |   |   |   | 2 |
| 1 |   |   |   |   |   |   |   |   | 1 |
|   | a | b | c | d | e | f | g | h |   |

Diagramm 1: Damengewinn nach 5. Se5–c6+
|   | a | b | c | d | e | f | g | h |   |
| 8 |   |   |   |   |   |   |   |   | 8 |
| 7 |   |   |   |   |   |   |   |   | 7 |
| 6 |   |   |   |   |   |   |   |   | 6 |
| 5 |   |   |   |   |   |   |   |   | 5 |
| 4 |   |   |   |   |   |   |   |   | 4 |
| 3 |   |   |   |   |   |   |   |   | 3 |
| 2 |   |   |   |   |   |   |   |   | 2 |
| 1 |   |   |   |   |   |   |   |   | 1 |
|   | a | b | c | d | e | f | g | h |   |

Diagramm 2: Stellung nach 5. Dd1–e2
In der Russischen Verteidigung nach den Zügen 1. e2–e4 e7–e5 2. Sg1–f3 Sg8–f6 3. Sf3xe5 Sf6xe4?! kann Weiß mit dem Zug 4. Dd1–e2 eine „Falle stellen“. Zieht Schwarz den bedrohten Springer beispielsweise nach f6 zurück, so kann Weiß mit 5. Se5–c6+ ein Abzugsschach geben und die schwarze Dame gewinnen (siehe Diagramm 1). Besser ist es daher für Schwarz, den Springer schlagen zu lassen und nach 4. … Dd8–e7! 5. De2xe4 d7–d6 das Material zurückzugewinnen, da nun der weiße Springer gefesselt ist.
Ein ganz anderes Motiv nutzte der ehemalige Schachweltmeister Alexander Aljechin in einer Partie gegen Moner aus (siehe Diagramm 2). In der aus der Caro-Kann-Verteidigung entstandenen Stellung fesselt Aljechin mit 5. Dd1–e2 den schwarzen Bauern auf e7, so dass 6. Se4–d6 mit ersticktem Matt droht (der Bauer kann nicht auf d6 schlagen). Moner übersah die Falle, zog 5. … Sg8–f6 und ließ sich mattsetzen.
Weitere bekannte Beispiele für Eröffnungsfallen sind das Seekadettenmatt, die Arche-Noah-Falle oder ein Abspiel des angenommenen Damengambits.